# Daule
Daule – miasto w Ekwadorze, położone w prowincji Guayas, nad rzeką Daule. Według spisu ludności z 28 listopada 2010 roku miasto liczyło 65 145 mieszkańców. 